# Дом престарелых

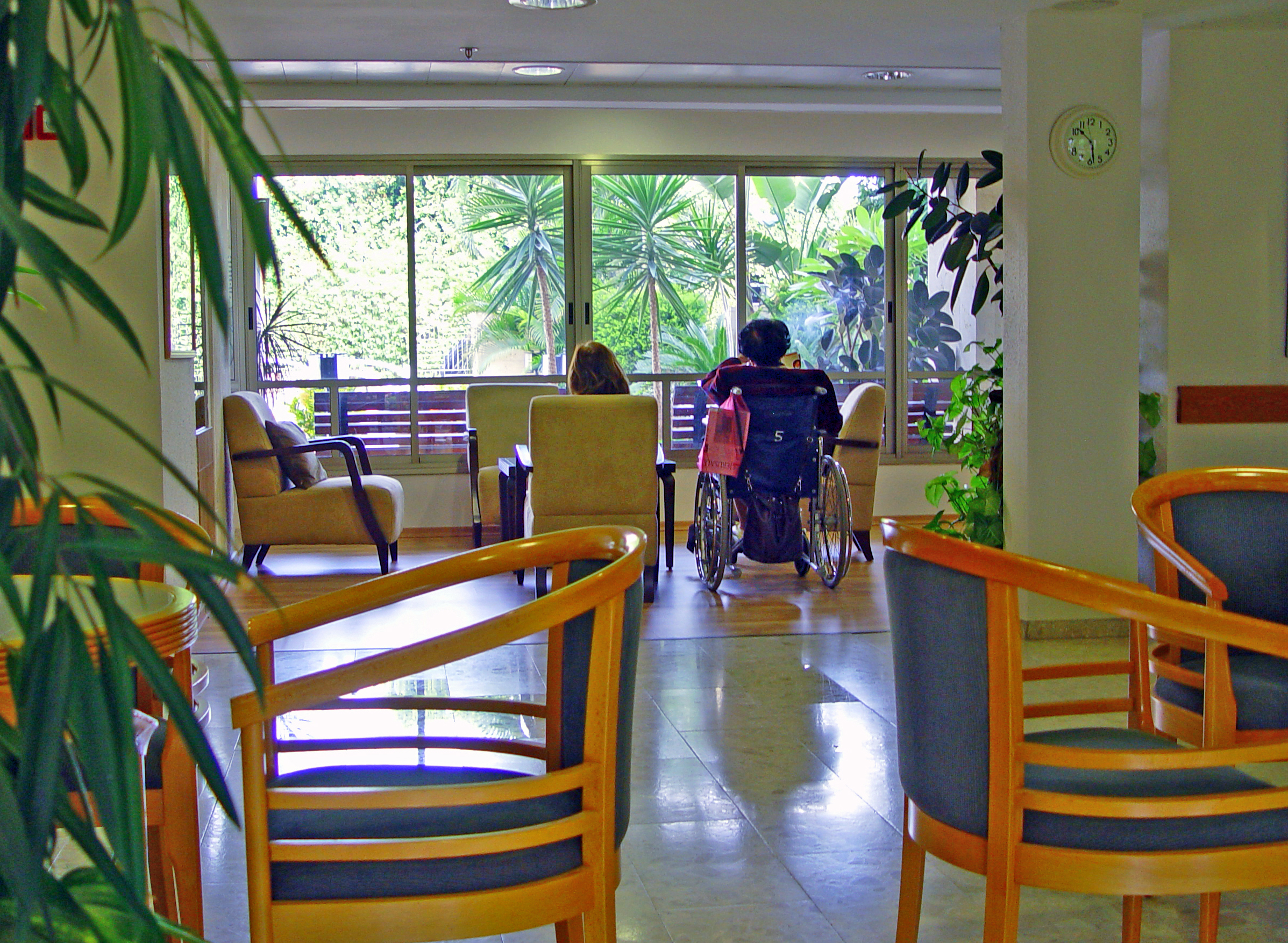
Дом престарелых в Израиле

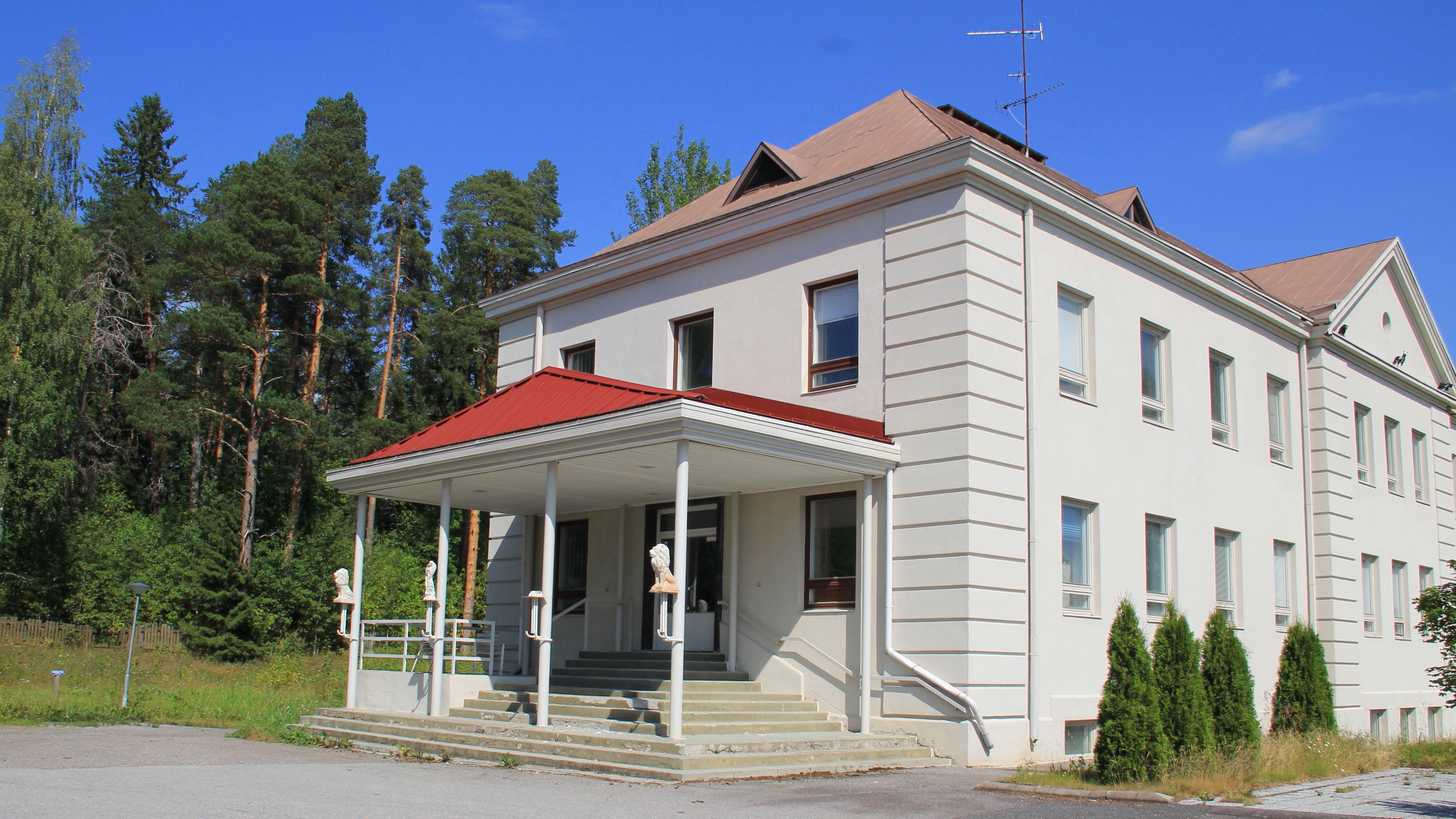
Дом престарелых Колйонвирта в Ийсалми, Финляндия

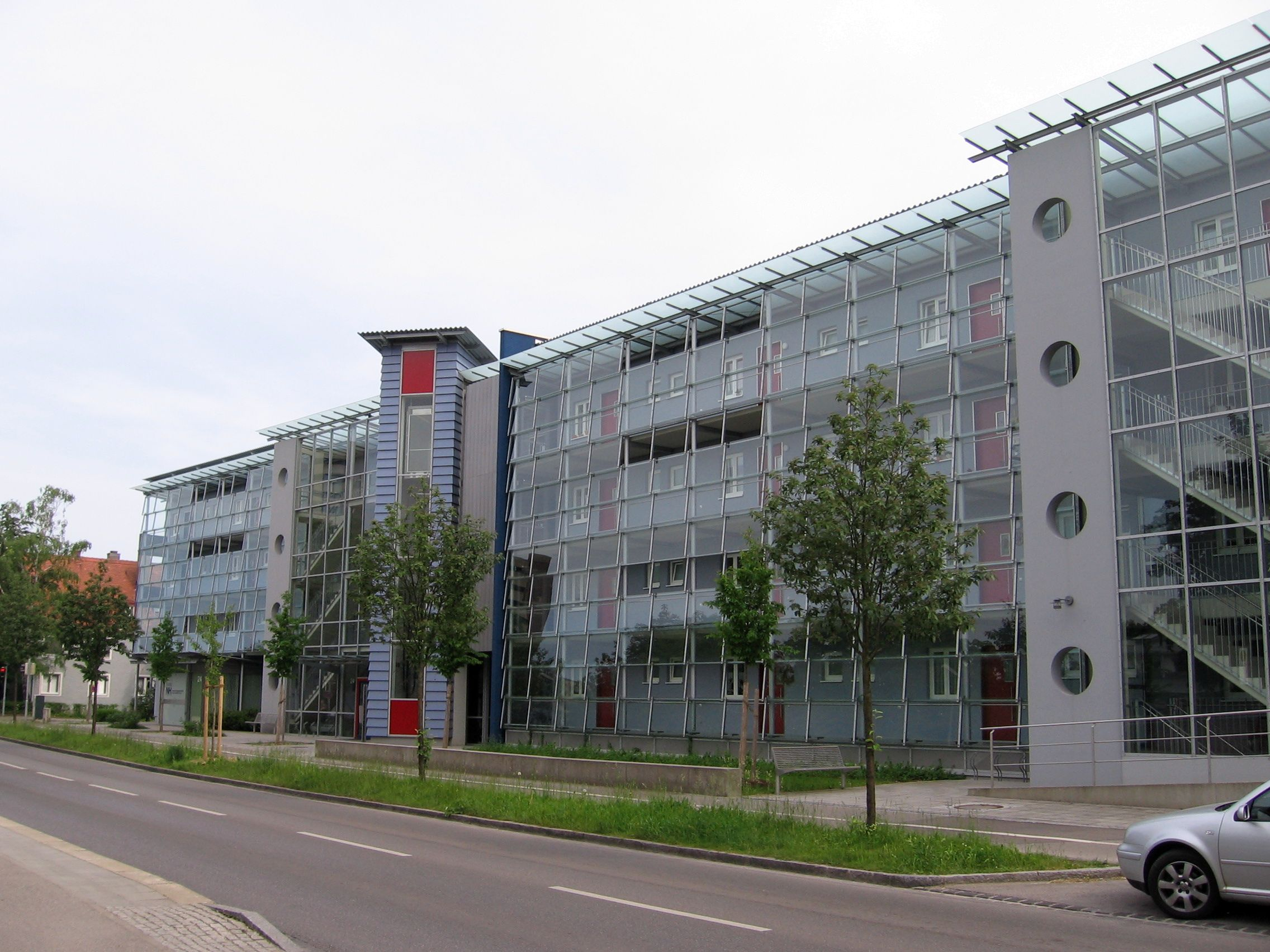
Дом престарелых в Аугсбурге, Германия

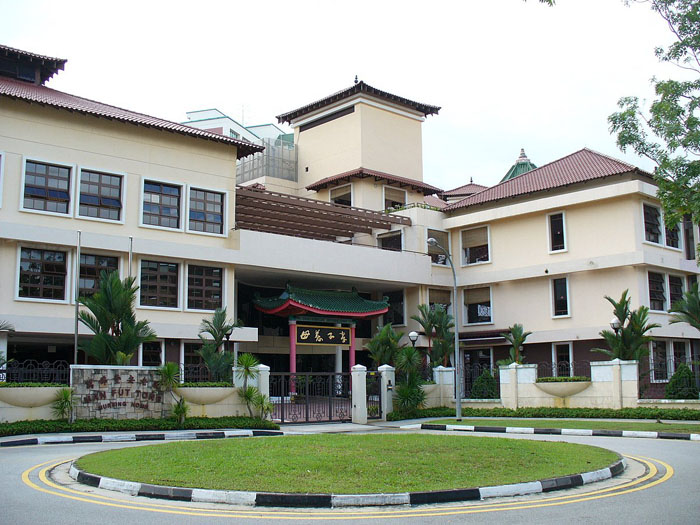
Дом престарелых в Сингапуре

Дом престаре́лых — государственная или частная организация, предоставляющая пожилым (престарелым) людям место постоянного проживания с оказанием услуг жизнеобеспечения: приготовление еды, уход и прочее.
В таких домах престарелые освобождаются от необходимости готовить и разогревать еду, мыть посуду, стирать и гладить, убирать, ходить или ездить за покупками. Престарелые люди могут вместе проводить время за разговорами, прогулками и  развлечениями (просмотром телевизора, настольными, компьютерными играми, играми в смартфоне), просмотром кинофильмов, возможно концертов и спектаклей, просмотром интернета, занятием посильной гимнастикой, танцами и т.д.
Вместе с тем пребывание в нём характеризуется рядом особенностей, которые должны стать предметом научных исследований в области геронтологии и гериатрии. 
Одним из направлений повышения адаптации в доме престарелых может быть реабилитация с применением комплекса доступных домам престарелых кинезотерапевтических, физиотерапевтических и медикаментозных мероприятий.
Дом престарелых имеет многовековую историю, так как нуждающиеся в помощи старики существовали на протяжении всей истории. 
В настоящее время во многих странах дом престарелых является одной из важнейших форм длительного стационарного пребывания пожилых людей.
По форме собственности все учреждения данного типа разделены на государственные и частные. Качество услуг в данных учреждениях сильно варьируется: дом для престарелых может быть бесплатным, обеспечиваемым государством, или платным, причём как с арендной платой, так и с единовременным платежом, дающим права собственности на часть дома.
Дома престарелых распространены преимущественно в государствах, где преобладающим типом семьи является нуклеарная семья и где взрослые представители разных поколений живут раздельно. Яркие примеры таких стран и государств: США, Северная и Западная Европа, Япония. Постепенно эта форма ухода за пожилыми людьми становится распространенной и в странах бывшего соцлагеря. В других государствах престарелые люди зачастую живут вместе с взрослыми детьми или другими близкими родственниками, также часто в Европе нанимают людей из более бедных стран для ухода за пожилыми родственниками, предпочтение отдают женщинам и людям, имеющим медицинское образование, умеющим делать уколы и ставить капельницы.

## Дома престарелых в Японии
Дома престарелых в Японии часто находятся около больниц или как отделение в больнице, так как пожилым людям часто необходима помощь врачей и медсестёр. Есть частные и государственные дома престарелых.

## Дома престарелых и долгожители
Часто официально признанные долгожители жили или живут в домах престарелых, например Жанна Кальман (122, Франция), Канэ Танака (119, Япония), Люсиль Рандон (118, Франция), Мисао Окава (117, Япония).

## Гибель пенсионеров в домах престарелых

### Пожары в домах престарелых
Пожары в домах престарелых приводят к гибели пожилых людей, которые с трудом передвигаются, лежачих больных. Часто причиной пожара становится курение, использование для освещения и обогрева открытого огня, здания и полы из дерева и легко воспламеняемых материалов, несоблюдение противопожарной безопасности, неисправность проводки или недостаточно мощная проводка, отсутствие системы пожаротушения.